# Bieśnik (powiat tarnowski)
Bieśnik – wieś w Polsce położona w województwie małopolskim, w powiecie tarnowskim, w gminie Zakliczyn, nad potokiem Paleśnianka. Na terenie miejscowości znajduje się Rezerwat przyrody Styr z zachowanym fragmentem buczyny karpackiej, a także nieczynny kamieniołom, w którym w okresie I wojny światowej wydobywano piaskowiec.
Pierwsza wzmianka o wsi pochodzi z 1215. Wieś należąca do dóbr Melsztyn, leżąca w powiecie sądeckim województwa krakowskiego należała w XVII wieku do kasztelana sądeckiego Zygmunta Tarły. W latach 1975–1998 miejscowość należała administracyjnie do województwa tarnowskiego. W 1996 zamieszkiwało wieś 250 osób (55 domów).